# Konstanzprinzip
Das Konstanzprinzip stellt ein von Sigmund Freud (1856–1939) in seiner Schrift Jenseits des Lustprinzips im Jahr 1920 aufgestelltes psychologisches Grundprinzip dar.(a) Demnach besteht bei allen seelischen Abläufen das Bestreben, die im psychischen System insgesamt vorhandene Quantität an seelischer Erregung „möglichst niedrig oder wenigstens konstant zu erhalten“. Dieses Streben nannte Freud ökonomisch. Freud betont, dass die Ökonomie neben dem topischen und dem dynamischen Moment den dritten Gesichtspunkt seiner Metapsychologie darstelle. Ökonomische Gesichtspunkte entsprechen nach allgemeiner Erfahrung einer möglichst optimalen Nützlichkeit seitens des Organismus unter Wahrung des Aufwands an energetischen bzw. psychodynamischen Ressourcen. Freud allerdings hielt das Lustprinzip für die Tatsache der Konstanz und Stabilität für bedeutsam. Er erwähnt Gustav Theodor Fechner (1801–1887) und seine Schrift: Einige Ideen zur Schöpfungs- und Entwicklungsgeschichte der Organismen von 1875 und glaubt, dass die eigenen Freudschen Feststellungen sich den in Fechners Schrift enthaltenen Ausführungen als „spezieller Fall“ unterordnen lassen.(a) Damit erkennt Freud die wissenschaftliche Priorität Fechners an, gibt seinen eigenen grundsätzlichen Annahmen jedoch die spezielle Bezeichnung „Konstanzprinzip“.(b)

## Lustprinzip und Konstanzprinzip
Fechner hatte seine entsprechenden Vorstellungen als Stabilitätsprinzip bezeichnet.(b) Indem Freud davon ausging, dass Lust einer Verringerung der Quantität an allgemein vorhandener Erregung des Organismus entspricht, also einer Abnahme des Erregungsniveaus, war Unlust für ihn als einer Zunahme des Erregungsniveaus zu verstehen. Damit deckten sich die Auffassungen Freuds mit dem Stabilitätsprinzip Fechners, als dem Begründer der Psychophysik.(c)
Es fragt sich dabei allerdings, ob Freud die lustvolle Abnahme des Erregungsniveaus nicht mit der Abnahme von Konfliktspannung gleichgesetzt hat, wie er das bei der Anwendung seiner von Josef Breuer übernommenen kathartischen psychotherapeutischen Methode erfahren hatte. Diese Methode führt ihre Wirksamkeit und Erfolge zurück auf das Abreagieren unbearbeiteter und ungelöster Affekte im therapeutischen Gespräch.(a)
Es liegt nahe, bei dem mit der kathartischen Methode notwendig verbundenen Erwecken der Aufmerksamkeit des Patienten zu „voller Helligkeit“ auch an das reine Gegenteil zu denken, etwa an die Langeweile. Freund beschreibt im gleichen Kapitel „Zur Psychotherapie der Hysterie“ den Gegensatz und die prinzipielle Unvereinbarkeit sanatoriumsmäßiger Langweile bei einer Liegekur mit der begleitenden Anwendung der kathartischen Methode. Er drückt sein Verständnis für die Vermutung aus, dass die notwendigen Erregungen eines Patienten infolge der Reproduktion traumatischer Erlebnisse bei genannter Anwendung der kathartischen Methode einer solchen Ruhekur zuwiderlaufe.(b)

### Phänomenologie
Diesen Gegensatz betont auch Hans Walter Gruhle (1880–1958).(a) Dabei bezieht er sich gleichzeitig auf Jürg Zutt (1893–1980). Beide stimmen insofern überein, dass ein ausgeglichenes Bewusstsein einen „mittleren Stand“ zwischen Interesse und Langeweile darstelle, d. h. zwischen lustvoller (euphorischer) Stimmung des Interesses und unlustvoller (dysphorischer) Stimmung der Langeweile. Es stellt sich allerdings auch die Frage, ob Klarheit und Helligkeit des Bewusstseins (rein phänomenologisch) nicht von diesen Stimmungen kategorisch zu unterscheiden sind und daher auch wenig oder gar nicht voneinander abhängig sein können. Wie dies unter rein psychodynamischen Gesichtspunkten zu beurteilen ist, scheint unsicher. Gruhle vertritt die Auffassung, dass in beiden polaren Gefühlszuständen die gleiche Helligkeit des Bewusstseins bestehen kann. Zutt teilt diese Auffassung nicht. Interessiertheit sei nach Zutt gesteigerte Wachheit. Entspricht das Konstanzprinzip also dem „mittleren Stand“, einem Gleichgewichtszustand, wie er auch in Begriffen wie Befindlichkeit zum Ausdruck kommt? Allerdings bezieht sich Gruhle auch auf die Katharsis als psychoanalytische Methode. Im Vergleich mit der → oben erwähnten Feststellung Freuds kommt er dabei zum gegenteiligen Schluss, was die Energetik der Katharsis betrifft. Gewisse Hemmungen seitens des Analysanden seien nicht mit Energie und Anspannung, sondern mit ihrem Gegenteil, der Erschlaffung nämlich, zu überwinden. Das sei intuitive Erkenntnis. Die psychotherapeutische Technik der Katharsis mache von diesem Prinzip Gebrauch, indem der zu analysierende Kranke in leichten Halbschlaf versetzt werde. In diesem Zustand würden Erinnerungen aufsteigen, die sich sonst dem bewussten Zugriff und der gezielten Exploration entziehen.(b)

### Anthropologie

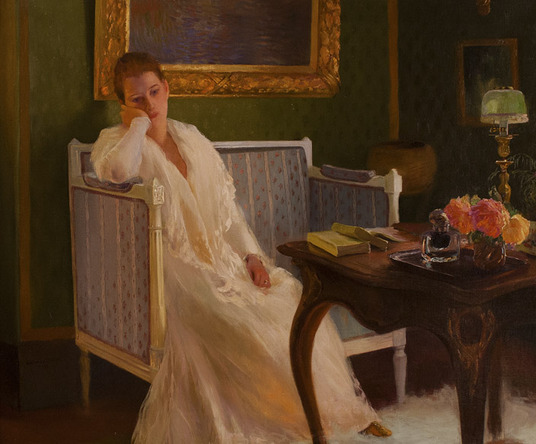
Gaston La Touche, Langeweile (1893)

Eine nur quantitativ zu beachtende psychodynamische Bedeutung der Erregungssummen reicht ggf. zur Beantwortung offener und vielseitiger Fragen nicht aus. Freud beantwortet diese Frage jedoch positiv am Beispiel der Geburt und einer durch das Lustprinzip nicht zu bewältigenden Angst, wie sie auch durch ähnliche traumatische Situationen hervorgerufen werde. Dennoch wäre zur umfassenderen Verdeutlichung auch auf eine daseinsanalytische Feststellung von Martin Heidegger (1889–1976) hinzuweisen. Er betont in seiner Vorlesung Was ist Metaphysik?: „Langeweile offenbart das Seiende im Ganzen.“ Das „Seiende im Ganzen“ sollte wohl anthropologisch verstanden werden als Integrationsraum, der Menschen und Dinge symbolisch miteinander verbinden oder eben auch trennen kann. Dieses integrative Moment wird auch nach Wolfgang Loch (1915–1995) bestimmt durch das Gleichgewicht zwischen anabolischen (integrativen) und katabolischen (desintegrativen) Vorgängen bzw. der Gefahr der Vernichtung. Gerd Huber (1921–2012) und Stavros Mentzos (1930–2015) schließen sich dem an. Mentzos vertritt die Auffassung, dass Notfallmechanismen in Gang gesetzt werden, wenn bedingt durch unlustvolle und gefährliche innere und äußere Gefühlszustände, keineswegs also immer infolge konstanter Reizverhältnisse, das optimale Spannungsniveau wiederhergestellt werden muss.

### Kunstwissenschaft
Der Begriff der Katharsis wird von Gruhle unter dem bis in die Antike zurückreichenden Blickwinkel der Kunstwissenschaft sehr ausführlich untersucht. Die von ihm zitierten Auffassungen, ob die Tragödie die Affekte „reinige“ oder sie diese erst im Zuschauer entstehen ließe, sind eher in sich widersprüchlich. Auch Lustgefühle finden bei Gruhles Untersuchung Beachtung.(c) Dennoch stellt sich die Frage, ob nur ein Wechsel der affektiven Beteiligung des Zuschauers sein eigenes Lustempfinden und sein Bedürfnis nach Abwechslung und Wiederholung bedingt? Wie ist das Verhältnis zum Lustprinzip bestellt, wenn am Ende der Tragödie der Held stirbt?

## Todestrieb
Die dynamische Definition des Konstanzprinzips durch die Quantität an seelischer Erregung stellt rein logisch gesehen zwei verschiedene Forderungen auf. Die Erregung soll nämlich auf einem „möglichst niedrigen oder wenigstens konstant zu erhaltenden“ Niveau gehalten werden. Die erste von beiden Bedingungen, nämlich der des „möglichst niedrigen“ Erregungsniveaus, stößt bereits auf den logischen Einwand einer fraglichen „unteren Grenze“. Bedingt dieses Prinzip also ein „Gleiten in den Tod“? Diese Frage des Grenzwerts ist auch mit der vorstehenden Frage eines „idealen Gleichgewichts“ verbunden. Ideales Gleichgewicht ist jedoch ein Lebensprinzip. Da ein solcher Idealzustand aber von zu vielen Determinanten abhängig wäre, war es auch für Freud naheliegend, den Gedanken konsequent weiterzuverfolgen. Hieraus ergibt sich einmal der psychoanalytische Begriff der Überdeterminiertheit aller seelischer Prozesse, andererseits aber auch der des Todestriebs. Ob mit dem Tod des Einzelwesens jede seelische Aktivität erloschen ist oder ob die Seele weiterlebt, ist Gegenstand der in vielen Religionen geglaubten Seelenwanderung. Auch Freud erwähnt diesen Begriff.(d)

### Drogentote
Erich Wulff (1926–2010) stellt die Frage, ob die Häufigkeit der Drogentoten beginnend mit existentialistischen Kreisen des Quartier Saint-Germain-des-Prés bis hin zur 68er-Bewegung durch soziale und gesellschaftspolitische Faktoren bestimmt war.(a) Dabei erwähnt er auch das Problem der Langweile und ihrer verheerenden Folgen gerade für Jugendliche, die abhängig davon sind, ein konkretes und ganz bestimmtes Lebensziel zu verwirklichen. Sie sind daher auf progressive Interaktionen mit der gesellschaftlichen Außenwelt angewiesen, nicht nur mit den eigenen Eltern und Verwandten.(b) Einer solchen progressiven Welt- und Wirklichkeitserfahrung steht eine regressive gegenüber. Wulff bezieht sich daher mit Lucien Sève (1926–2020) auf eine marxistische Kritik der Psychoanalyse.(c) Die Produktionsverhältnisse versperren demnach Jugendlichen als industrieller Reservearmee den Zugang zu Arbeitsstellen. Es werden also nicht nur einzelpsychologische Momente als Ursache der Sucht angesehen, wie es noch Freud tat (oraler Triebbefriedigungsersatz), sondern auch gesellschaftskritische Aspekte gewürdigt. Gewiss spielen die von der Psychoanalyse berücksichtigten regressiven Elemente eine wichtige Rolle, der Gebrauch der Suchtmittel wird jedoch außerdem in einem möglicherweise entscheidenden Ausmaß von außenpsychologisch bzw. gesellschaftspolitisch bestimmten negativen Faktoren bedingt, einer Art von fälschlich als weitgehend unabänderlich empfundener sozialer Ausgrenzung. Die regressiven Reisen („Trips“) in die persönliche Vergangenheit, in schon verdrängte frühkindliche Erfahrungsbereiche, haben aber einen biographischen Endpunkt im Gegensatz zu den Entfaltungsmöglichkeiten, die noch in der Zukunft liegen.  Dieser Endpunkt stellt die Rückkehr zu widerspruchsfreien Primärvorgängen dar, der Coincidentia oppositorum wie Wulff sagt. Die Eigengesetzlichkeit der Suchterfahrungen ist den Betroffenen leider nicht bewusst. Der tendenziell nur scheinbar lustvoll zu erlebende Endpunkt des Lebens und die autoaggressive Konsequenz des Selbstmords sind es auch nicht.(d) Schon Freud sprach von einem „Gleiten“ in den Tod. → (s. o.)
Zur regressiven und progressiven Welt- und Wirklichkeitserfahrung hat Carl Gustav Jung (1875–1961) ein Beispiel benannt. Aus der regressiven Fixierung an die Mutter kann sich eine progressive Einstellung im Sinne einer Mutterimago entwickeln.(a)

## Freud und Fechner
Freud übernahm Fechners Lust- und Unlustprinzip, damit jedoch auch sein Konstanzprinzip. Außerdem übernahm er das Fechnersche Konzept von der seelischen Energie, sein Prinzip einer psychischen Topik, und das ebenfalls von ihm stammende Wiederholungsprinzip.(c) Auch Fechner bezeichnete ebenso wie Freud jede bewusste „psychophysische Bewegung“ als das Resultat zweier gegensätzlicher von Lust und Unlust bestimmter Impulse. Unklar erscheint allerdings, ob das Lustprinzip aus dem Konstanzprinzip abzuleiten ist.(e) Die Herrschaft des Lustprinzips werde nach den Erkenntnissen Freuds vom Realitätsprinzip eingeschränkt.(f) Das Lustprinzip entspricht entwicklungsgeschichtlich nach Freud den Primärvorgängen, während das Realitätsprinzip späteren Entwicklungs- und Reifungsvorgängen vorbehalten ist. Fechner übte demnach großen Einfluss auf Freud aus. Freud hat jedoch darüber hinaus insgesamt sehr vielfältige psychologische Konzepte entwickelt, um jeweils auftretenden theoretischen Widersprüchen besser gerecht zu werden.

## Rolle der Theorie in Freuds Werken
Freud hält die Grenze zwischen Natur- und Geisteswissenschaft, zwischen Konstruktion zu prüfender Hypothesen und hermeneutischen Vorgriff offenbar bewusst unscharf. Indem er sich auf solche Grenzen nicht festlegt, erhöht er fraglos hinsichtlich eigener Thesen beträchtliche Freiheitsgrade. Diese Selbstbestimmung zu rechtfertigen, ist Freud auch im Falle der Abhandlung des Lust- und Konstanzprinzips bemüht.(g)

„Es hat dabei für uns kein Interesse, zu untersuchen, inwieweit wir uns mit der Aufstellung des Lustprinzips einem bestimmten, historisch festgelegten, philosophischen System angenähert oder angeschlossen haben.“

Beispielsweise erwähnt Freud in seiner Schrift „Jenseits des Lustprinzips“ nicht den Hedonismus als ein „bestimmtes, historisch festgelegtes, philosophisches System“. Auch die bereits von der Stoa vertretene Zurückhaltung des Urteils im Sinne eines Auf-sich-beruhen-Lassens aller im Laufe der Geschichte des Denkens an einen Gegenstand herangetragenen Meinungen (historische Epoche) findet hier keine Erwähnung, vgl. → Epoche.(a) Die psychoanalytische Abstinenzregel und die damit beabsichtigte methodische Zurückhaltung betrachtet Manfred Pohlen (1930–2024) als in sich widersprüchliches Konzept.(a) Die nur scheinbare Zurückhaltung und rein äußerlich den Machtverzicht dokumentierende Verfahrensweise widerspreche der tatsächlich ausgeübten Deutungsmacht des Analytikers. Pohlen bezieht sich zwar nicht – wie hier am Beispiel des Konstanzprinzips erfolgt – auf Freuds theoretische Begründung des Lustprinzips, sondern primär auf seinen Deutungsanspruch des Unbewussten.(b) – Wenn Freud also kaum bestrebt ist, sich hinsichtlich des Lustprinzips auf philosophische Thesen zu stützen, so fragt sich dennoch, wo die Grenzen seiner eigenen Annahmen zur Philosophie liegen und ob genannte Prinzipien Fechners von rein philosophischen Standpunkten zumindest einigermaßen scharf zu trennen sind. Offensichtlich sieht Freud keinen Widerspruch darin, wenn er unmittelbar nach der hier zitierten Stelle doch bekennt, sich gern „für eine philosophische oder psychologische Theorie“ dankbar zu erweisen, die sich als brauchbar für das Verständnis von Lust- und Unlustempfindungen erweist. Doch dafür erkennt Freud – durchgehend im Pluralis Majestatis sprechend – keinen Anhalt. Dies und „alltägliche Beobachtungen“ erscheinen als ausreichender Rechtfertigungsgrund für seine nach eignem Urteil „spekulativen Annahmen“.
Gruhle urteilt hier:(d)

„Man darf nicht den Fehler begehen, aus Abneigung gegen die peinlichen Verallgemeinerungen und Übertreibungen der Psychanalytik von Sigmund Freud die zahlreichen Einsichten mit abzulehnen, die er über seelische Bereitschaften und Verdrängungen im Unbewußten gewann.“

Stellt die Psychoanalyse ein in sich abgeschlossenes System dar, in dem solche „peinlichen Verallgemeinerungen“ üblich sind? Welchen Spielraum hält Freud für selbstkritische Fragen offen? Argumentiert Freud aus einer Haltung des Zynismus gegenüber abweichenden Standpunkten? Insbesondere ist die Frage offen, ob Fechner in der Tat etwa als Vertreter einer pantheistischen und panpsychistischen Naturphilosophie und des psychophysischen Parallelismus zu gelten hat.(b) Von Carl Gustav Jung (1875–1961) wird 1928 die Frage der psychophysischen Relation erneut umfassend aufgeworfen. Er kommt zu dem Ergebnis, dass psychologische Forschungsansätze, die sich primär auf das Kausalitätsprinzip berufen, als wissenschaftsgeschichtliche Abkömmlinge des Materialismus zu betrachten sind, vgl. a. das Verhältnis von → Dynamik und Struktur.(b) Es ist dabei nicht ausdrücklich gesagt, dass Jung hiermit auch die Psychophysik gemeint hat. – An anderer Stelle schreibt er jedoch, Fechner habe mit seiner Psychophysik das Wagnis übernommen, physikalische Gesichtspunkte in die Auffassung psychischer Phänomene hineinzutragen.(a) Die Eigenart des psychologischen Forschungsgegenstands und seine Abgrenzung von einer rein physikalischen Betrachtungsweise wird im Anstreben progressiver Welt- und Wirklichkeitserfahrung gesehen, dem Finalitätsprinzip, vgl. → oben. Hier stellt Jung auch klar, dass die Psychologie wie jede andere Wissenschaft eine „scholastisch-philosophische“ Epoche durchlaufen habe.(b) Scheinbar paradox mutet jedoch eine von Jung berichtete Bemerkung Freuds an, die durchaus geeignet erscheint, die Selbstachtung Freuds zu verstehen. Danach hatte Freud gegenüber Jung einmal gesagt:(c)

„Es ist mir eigentlich erst klar zum Bewußtsein gekommen, was ich gefunden habe, als sich überall Widerstand und Entrüstung erhoben, und ich habe seither den Wert meiner Werke nach dem Grade des gegen sie gerichteten Widerstandes beurteilen gelernt.“

Die hier zum Ausdruck kommende Einstellung kann einerseits mit Bewunderung, andererseits aber auch kritisch im Sinne der Selbstimmunisierung aufgenommen werden.(c) Seine gegenüber Jung eingenommene Haltung erinnert an Freuds eigene Schilderung des jüdischen Volkscharakters, als er sich bereits im Londoner Exil befand. Die den Juden eigne „besonders hohe Meinung von sich“ resultiere daraus, dass sie sich für das „von Gott auserwählte Volk“ halten. Pohlen ist der Auffassung, dass die Geschichte der Psychoanalyse der einer Glaubensbewegung vergleichbar sei. Hierbei bestehen Parallelen zum Marxismus und zu Anstrengungen zwecks Reinhaltung der Lehre.(d)
Würde Freud die von ihm verfolgte therapeutische Richtung unter der Anwendung von Deutung als eines philosophischen Begriffs verstehen, so würde damit seine wissenschaftliche Einordnung erleichtert. Seine anerkannte oder als eigenmächtig kritisierte Deutungsmacht wäre entweder leichter verständlich oder aber falsifizierbar. Wäre sie falsifizierbar, dann stünde die Wahrheitsfrage vor der Machtfrage.(e) (f)

## Konstanzprinzipien in den Geistes- und Naturwissenschaften
Bereits René Descartes (1596–1650) hat ein Konstanzprinzip aufgestellt, wonach die Kraft des Körpers (res extensa) unverändert bleibe, nur die Richtung der in den Nervenröhren strömenden „Lebensgeister“ (sprititus animales) sich verändern könne. Diese Theorie diente zur Wahrung der von Descartes aufgestellten Trennung von Körper (res extensa) und Seele (res cogitans).(a) Peter R. Hofstätter (1913–1994) erwähnt noch weitere psychologische Konstanzprinzipien, wie etwa die bei der optischen Wahrnehmung empfundene Größenkonstanz eines sich bewegenden Körpers, dessen objektiv perspektivisches Bild sich ständig ändere.(b) In den Naturwissenschaften gilt jedoch das Gesetz der Erhaltung der Energie, an dem sich Freud offenbar auch orientierte.